# テア・ドングザシビリ
テア・ドングザシビリ（Tea Gayozovna Donguzashvili、露：Теа Донгузашвили、1976年6月4日 - ）は、グルジア・トビリシ出身の女子柔道家である。2004年に開催されたアテネオリンピック柔道女子78kg超級で銅メダルを獲得した。

## 経歴
柔道は13歳の時に始めた。その後サンクトペテルブルクに移住すると、1992年バルセロナオリンピック61kg級銅メダリストのエレーナ・ペトロワがトレーナーに付くことになった。
ドングザシビリがオリンピックに初めて出場したのは28歳で迎えた2004年のアテネオリンピックだった。初出場のアテネオリンピックでは日本代表の塚田真希に敗れて敗者復活戦に回り、チュニジア代表のInsaf Yahyaoui（en:Insaf Yahyaoui）に技ありあわせて一本で勝利し、同じく敗者復活戦から勝ち上がった中国代表の孫福明と銅メダルを分け合った。
続く2008年の北京オリンピックでは、1回戦で中国代表の佟文に敗れて敗者復活戦に回った。敗者復活戦では最初の試合でウクライナ代表のマリナ・プロコフィエワに勝利したものの、次の試合で韓国代表のキム・ナヨンに敗れ、9位という結果に終わった。
ドングザシビリは北京オリンピックの後も現役生活を続け、2011年のワールドカップ・ソフィアや同年のグランプリ・バクーなどの女子78kg超級で優勝を果たしている。
2000年以来、ウラジーミル・プーチン大統領が名誉会長を務めるヤワラ・ネヴァ柔道クラブに所属して女子のキャプテンを務めている。

## 主な成績
| 年   | 大会                         | 場所                       | 種目         | 結果 |
| ---- | ---------------------------- | -------------------------- | ------------ | ---- |
| 2004 | アテネオリンピック           | アテネ（ギリシャ）         | 女子78kg超級 | 3位  |
| 2008 | 北京オリンピック             | 北京（中国）               | 女子78kg超級 | 9位  |
| 2003 | 2003年世界柔道選手権         | 大阪（日本）               | 女子78kg超級 | 3位  |
| 2005 | 2005年世界柔道選手権         | カイロ（エジプト）         | 女子78kg超級 | 5位  |
| 2010 | 2010年世界柔道選手権         | 東京（日本）               | 女子無差別級 | 3位  |
| 2000 | ヨーロッパ柔道選手権         | ワルシャワ（ポーランド）   | 女子無差別級 | 3位  |
| 2001 | ヨーロッパ柔道選手権         | パリ（フランス）           | 女子78kg超級 | 2位  |
| 2002 | ヨーロッパ柔道選手権         | マリボル（スロベニア）     | 女子無差別級 | 2位  |
| 2003 | ヨーロッパ柔道選手権         | デュッセルドルフ（ドイツ） | 女子78kg超級 | 2位  |
| 2005 | ヨーロッパ柔道選手権         | ロッテルダム（オランダ）   | 女子78kg超級 | 2位  |
| 2006 | ヨーロッパ柔道選手権         | タンペレ（フィンランド）   | 女子78kg超級 | 5位  |
| 2007 | ヨーロッパ柔道選手権         | ベオグラード（セルビア）   | 女子78kg超級 | 3位  |
| 2008 | ヨーロッパ柔道選手権         | リスボン（ポルトガル）     | 女子78kg超級 | 2位  |
| 2010 | ヨーロッパ柔道選手権         | ウィーン（オーストリア）   | 女子78kg超級 | 2位  |
| 2011 | ヨーロッパ柔道選手権         | イスタンブール（トルコ）   | 女子78kg超級 | 3位  |
| 2004 | ヨーロッパ柔道無差別級選手権 | ブダペスト（ハンガリー）   | 女子無差別級 | 5位  |
| 2005 | ヨーロッパ柔道無差別級選手権 | モスクワ（ロシア）         | 女子無差別級 | 2位  |
| 2006 | ヨーロッパ柔道無差別級選手権 | ノヴィ・サド（セルビア）   | 女子無差別級 | 1位  |